# Musée d'Art moderne de Fort Worth
Le musée d'Art moderne de Fort Worth (en anglais : Modern Art Museum of Fort Worth) est consacré aux œuvres artistiques après 1945.

## Historique
Fondé en 1892, il se trouve au 3200 Darnell Street dans le quartier culturel de la ville de Fort Worth au Texas ( États-Unis). Le bâtiment actuel, dessiné par l'architecte japonais Tadao Ando a ouvert ses portes au public en décembre 2002, à côté du musée d'art Kimbell conçu par Louis I. Kahn, et à proximité du musée Amon Carter, conçu par Philip Johnson.

## Les collections
Le musée abrite plus de 3 000 œuvres de :
- Anselm Kiefer
- Robert Motherwell
- Richard Phillips : Girl Child (1996-1997).
- Pablo Picasso
- Jackson Pollock
- Gerhard Richter
- Susan Rothenberg
- Richard Serra
- Andres Serrano
- Cindy Sherman
- Andy Warhol.

## L’architecture du musée

### Le bâtiment
Les volumes sont de forme pure, sans effets de style manifeste, conforme aux éléments de l'art moderne. Le musée est composé de cinq pavillons à toit plat situés sur un plan d’eau dans une parcelle d’environ 1,5 hectare.
Ce sont des boîtes en murs de béton massif exprimant une architectonique audacieuse de la modernité.
Cette structure de base protège la collection.

### La lumière
Une boîte en verre à structure métallique entoure le béton. Cette double peau offre de larges circulations. Au Japon, l’espace intermédiaire est appelé Engawa, c'est un espace qui relie l’intérieur et l’extérieur.
La construction se reflète sur le plan d’eau offrant la légèreté d'une architecture flottante.
La lumière naturelle est traitée essentiellement par le jeu des réflexions. L’ensoleillement direct est maîtrisé par des toitures en surplomb ; celles-ci sont soutenues par des colonnes en béton en forme de Y.